# علي رضا حقيقي
علي رضا حقيقي (2 مايو 1988) لاعب كرة قدم إيراني يلعب في حراسة المرمى. بدأ مشواره مع نادي بيربوليس ثم انتقل إلى نادي روبن كازان الروسي عام 2012. بدأ اللعب في المنتخب الإيراني عام 2010.

## روابط خارجية
- علي رضا حقيقي على موقع الاتحاد الدولي (مؤرشف)  (الإنجليزية)
- علي رضا حقيقي على موقع إي إس بي إن إف سي (الإنجليزية)
- علي رضا حقيقي على موقع قاعدة بيانات كرة القدم.إي يو (الإنجليزية)
- علي رضا حقيقي على موقع ناشيونال فوتبول تيمز (الإنجليزية)
- علي رضا حقيقي على موقع Soccerway.com (الإنجليزية)
- علي رضا حقيقي على موقع عالم كرة القدم.نت (الإنجليزية)